# Aulocalyx
Aulocalyx är ett släkte av svampdjur. Aulocalyx ingår i familjen Aulocalycidae.
Kladogram enligt Catalogue of Life:
| Aulocalyx | \| \| Aulocalyx irregularis \| \| \| \| \| \| Aulocalyx serialis \| \| \| \| |
|           | \| \| Aulocalyx irregularis \| \| \| \| \| \| Aulocalyx serialis \| \| \| \| |
|           | Euryplegma                                                                   |
|           |                                                                              |
|           | Leioplegma                                                                   |
|           |                                                                              |
|           | Rhabdodictyum                                                                |
|           |                                                                              |
|           | Aulocalyx irregularis                                                        |
|           |                                                                              |
|           | Aulocalyx serialis                                                           |
|           |                                                                              |

|  | Aulocalyx irregularis |
|  |                       |
|  | Aulocalyx serialis    |
|  |                       |